# Pico de Regalados
Pico de Regalados ist ein Ort und eine ehemalige Gemeinde (Freguesia) im Norden Portugals.
Pico de Regalados gehört zum Kreis Vila Verde im Distrikt Braga. Die Gemeinde hatte eine Fläche von 3 km² und 852 Einwohner (Stand 30. Juni 2011).
Der Ort wird seit dem 1. Juli 2003 in der Kategorie Vila geführt.
Am 29. September 2013 wurden die Gemeinden Pico de Regalados, Gondiães und Mós zur neuen Gemeinde União das Freguesias de Pico de Regalados, Gondiães e Mós zusammengeschlossen.